# Moustafa Madbouli
Moustafa Kamal Madbouli (en arabe : مصطفى كمال مدبولي), né le 28 avril 1966, est un homme d'État égyptien, président du Conseil depuis 2018.

## Biographe
Sous la présidence de Hosni Moubarak, il est chargé du projet « Grand Caire 2050 ».
Il est nommé président du Conseil par intérim le 7 juin 2018 et forme un gouvernement le 14 juin. Celui-ci se compose de 33 ministres, dont 8 femmes, un record. Le 3 juin 2024, il est reconduit dans ses fonctions de président du Conseil.